# Champ Car Series 1996
De Champ Car Series 1996 was het achttiende CART kampioenschap dat gehouden werd tussen 1979 en 2007. Het werd gewonnen door Jimmy Vasser. Het was het eerste seizoen na de afsplitsing van de Indy Racing League, die voor het eerst een kampioenschap organiseerde. Deze nieuwe raceklasse werd opgericht door de eigenaar van de Indianapolis Motor Speedway met als gevolg dat de Indianapolis 500 race op de Indy Racing League-kalender kwam en het van de Champ Car kalender verdween. Tijdens de race in Toronto op 14 juli verloor Jeff Krosnoff het leven toen hij met zijn racewagen in contact kwam met een andere wagen, de hoogte in werd gekatapulteerd en terechtkwam op een betonnen muur. Er kwam bij dit ongeval ook een baancommissaris om het leven.

## Races
|    | Datum       | Circuit                         | Winnaar            | Tweede               | Derde                | Pole position      |
| 1  | 3 maart     | Homestead-Miami Speedway        | Jimmy Vasser       | Gil de Ferran        | Robby Gordon         | Paul Tracy         |
| 2  | 17 maart    | Jacarepaguá                     | André Ribeiro      | Al Unser Jr.         | Scott Pruett         | Alessandro Zanardi |
| 3  | 31 maart    | Surfers Paradise                | Jimmy Vasser       | Scott Pruett         | Greg Moore           | Jimmy Vasser       |
| 4  | 14 april    | Stratencircuit Long Beach       | Jimmy Vasser       | Parker Johnstone     | Al Unser Jr.         | Gil de Ferran      |
| 5  | 28 april    | Nazareth Speedway               | Michael Andretti   | Greg Moore           | Al Unser Jr.         | Paul Tracy         |
| 6  | 26 mei      | Michigan International Speedway | Jimmy Vasser       | Mauricio Gugelmin    | Roberto Moreno       | Jimmy Vasser       |
| 7  | 2 juni      | Milwaukee Mile                  | Michael Andretti   | Al Unser Jr.         | Paul Tracy           | Paul Tracy         |
| 8  | 9 juni      | Belle Isle Park                 | Michael Andretti   | Christian Fittipaldi | Gil de Ferran        | Scott Pruett       |
| 9  | 23 juni     | Portland International Raceway  | Alessandro Zanardi | Gil de Ferran        | Christian Fittipaldi | Alessandro Zanardi |
| 10 | 30 juni     | Cleveland                       | Gil de Ferran      | Alessandro Zanardi   | Greg Moore           | Jimmy Vasser       |
| 11 | 14 juli     | Stratencircuit Toronto          | Adrián Fernández   | Alessandro Zanardi   | Bobby Rahal          | André Ribeiro      |
| 12 | 28 juli     | Michigan International Speedway | André Ribeiro      | Bryan Herta          | Mauricio Gugelmin    | Jimmy Vasser       |
| 13 | 11 augustus | Mid-Ohio Sports Car Course      | Alessandro Zanardi | Jimmy Vasser         | Michael Andretti     | Alessandro Zanardi |
| 14 | 18 augustus | Road America                    | Michael Andretti   | Bobby Rahal          | Alessandro Zanardi   | Alessandro Zanardi |
| 15 | 1 september | Stratencircuit Vancouver        | Michael Andretti   | Bobby Rahal          | Christian Fittipaldi | Alessandro Zanardi |
| 16 | 8 september | Laguna Seca                     | Alessandro Zanardi | Bryan Herta          | Scott Pruett         | Alessandro Zanardi |

## Eindrangschikking (Top 10)
| Rank | Rijder               | Ptn |
| ---- | -------------------- | --- |
| 1.   | Jimmy Vasser         | 154 |
| 2.   | Michael Andretti     | 131 |
| 3.   | Alessandro Zanardi   | 130 |
| 4.   | Al Unser Jr.         | 124 |
| 5.   | Christian Fittipaldi | 110 |
| 6.   | Gil de Ferran        | 104 |
| 7.   | Bobby Rahal          | 102 |
| 8.   | Bryan Herta          | 86  |
| 9.   | Greg Moore           | 84  |
| 10.  | Scott Pruett         | 82  |

1979 · 
1980 ·
1981 ·
1982 ·
1983 ·
1984 ·
1985 ·
1986 ·
1987 ·
1988 ·
1989 ·
1990 ·
1991 ·
1992 ·
1993 ·
1994 ·
1995 ·
1996 ·
1997 ·
1998 ·
1999 ·
2000 ·
2001 ·
2002 ·
2003 ·
2004 ·
2005 ·
2006 ·
2007